# Olivia Chance
Olivia Juliet Bridget Chance (Tauranga, 5 de octubre de 1993) es una futbolista neozelandesa. Juega como centrocampista en el Celtic FC de la Scottish Women's Premier League de Escocia y en la selección de Nueva Zelanda.

## Trayectoria
Chance se unió al equipo de fútbol universitario South Florida Bulls en 2012. En su primer año fue incluida en el All-Big East Rookie Team. Jugó cuatro años para los Bulls liderando al equipo en goles durante las temporadas 2013, 2014 y 2015. Chance terminó su carrera universitaria con 31 goles en 79 partidos.
Chance comenzó jugando al fútbol con Claudelands Rovers. Ayudó al club a ganar la Copa Femenina de Nueva Zelanda con un hat-trick en 2010, convirtiéndose en el primer club fuera de Auckland en ganar la copa desde 1995.
En 2016 viajó a Islandia para unirse a las recientes campeonas del Breiðablik. Sin embargo, la centrocampista arañó el título y tuvo que conformarse con un subcampeonato. El consuelo por no poder defender el título llegó cuando el equipo se hizo con la Copa de Islandia tras una victoria 3-1 ante el ÍBV Vestmannaeyja, con Chance abriendo el marcador a los 2 minutos.
En las clasificatorias a la Liga de Campeones 2016-17 la futbolista jugó los tres partidos de la fase de grupos, contribuyendo a que el Breiðablik alcanzara el primer lugar en su grupo. Sin embargo, no jugó en los octavos de final, en los que el equipo islandés cayó por un solo gol en el global ante las suecas del Rosengård.
En febrero de 2017, hizo pie en Inglaterra para unirse al Everton, equipo con el que ascendió a la WSL tras ganar las Spring Series, registrando 2 goles en 9 partidos. En la temporada 2017-18 lograron evitar el descenso tras ubicarse penúltimas en la tabla. En la edición 2018-19 solo pisó el campo de juego en un partido, una derrota por 2-1 ante el Arsenal en abril de 2019.
El Bristol City le dio la bienvenida en septiembre de 2019, de cara a la WSL 2019-20 que la vio disputar todos los 14 partidos del club. La temporada tuvo un abrupto fin debido a la pandemia de COVID-19 y el Bristol se contentó con un antepenúltimo lugar en la tabla.
En septiembre de 2020, fichó por el Sheffield United de la segunda división inglesa, donde solo hizo 3 apariciones. De enero a abril de 2021 jugó en Australia para el Brisbane Roar.
En agosto de 2021 se formalizó su pase al Celtic. Una de sus primeras apariciones con el club fue en las eliminatorias de la Liga de Campeones 2021-22, un partido por el tercer puesto contra el FK Minsk que el club escocés perdió por 3-2 en el tiempo extra. A nivel doméstico, en mayo de 2022 contribuyó a que se equipo levantara la Copa de Escocia por primera vez en su historia tras ganarle al 8 veces campeón Glasgow City por 3-2 en el alargue.

## Selección nacional

### Categorías menores
Chance ganó el campeonato de la OFC con la sub-17 en abril de 2010, aportando 2 goles. Las neozelandesas se clasificaron así para la Copa Mundial Sub-17 de 2010 celebrada en Trinidad y Tobago. Allí disputó las tres derrotas ante Japón, España y Venezuela.
En abril de 2012, ganó el Campeonato Sub-20 de la OFC 2012, anotando un triplete en la victoria por 12-0 sobre Samoa y consiguiendo el boleto a la Copa Mundial Sub-20 de 2012. En el Mundial ganó el primer partido contra Suiza 2-1 y empató 2-2 contra las anfitrionas japonesas, pero cayó 4-0 ante México y el combinado oceánico terminó tercero en su grupo.

### Selección mayor
Chance debutó con la selección absoluta de Nueva Zelanda el 1 de marzo de 2011 en la Copa de Chipre. Fue titular en la derrota por 4-1 ante los Países Bajos pero fue sustituida a los 65 minutos cuando el marcador estaba 3-0. Más tarde fue sustituida en el tercer partido del grupo contra Francia y regresó al once inicial en el duelo por el séptimo lugar que perdieron 5-0 ante México. Chance tuvo que esperar 6 años para volver a la selección mayor. En septiembre de 2017, hizo dos apariciones contra Estados Unidos. En noviembre de 2017 y marzo de 2018 estuvo en el once inicial en los encuentros contra Tailandia y Escocia, respectivamente.
Debido a una lesión, no fue considerada para el Campeonato de la OFC 2018 y la Copa de Naciones en la primavera de 2019. Sólo fue convocada para disputar dow partidos contra Noruega.
En abril de 2019 recibió su llamado internacional de cara a la Copa Mundial de Francia. Chance disputó los tres partidos de la fase de grupos, pero todos resultaron en derrota para Nueva Zelanda, despidiéndose así del torneo. Anotó su primer gol para el combinado mayor abriendo el marcador en el primer partido de la Copa Algarve 2020 contra Bélgica, choque que terminaría en empate y una victoria neozelandesa en los penales.
En los Juegos Olímpicos de Tokio, pisó la cancha en las derrotas ante Australia y ante las campeonas mundiales de Estados Unidos. Dado que sus compañeras de equipo también perdieron el tercer partido del grupo contra Suecia, las Ferns fueron eliminadas en la fase de grupos.

## Estadísticas

### Clubes
| Club               | País          | Año             |
| ------------------ | ------------- | --------------- |
| Claudelands Rovers | Nueva Zelanda | 2010 - 2016     |
| Breiðablik         | Islandia      | 2016            |
| Everton            | Inglaterra    | 2017 - 2019     |
| Bristol City       | Inglaterra    | 2019 - 2020     |
| Sheffield United   | Inglaterra    | 2020            |
| Brisbane Roar      | Australia     | 2020 - 2021     |
| Celtic FC          | Escocia       | 2021 - presente |

## Palmarés

### Títulos nacionales
| Título           | Club       | País     | Año     |
| ---------------- | ---------- | -------- | ------- |
| Copa de Islandia | Breiðablik | Islandia | 2016    |
| Copa de Escocia  | Celtic FC  | Escocia  | 2021-22 |

### Títulos internacionales
| Título                      | Equipo        | Sede          | Año  |
| --------------------------- | ------------- | ------------- | ---- |
| Campeonato Sub-17 de la OFC | Nueva Zelanda | Nueva Zelanda | 2010 |
| Campeonato Sub-20 de la OFC | Nueva Zelanda | Nueva Zelanda | 2012 |

(*) Incluyendo la Selección

### Distinciones individuales
| Distinción                   | Año  |
| ---------------------------- | ---- |
| Mejor Once de la OFC (IFFHS) | 2022 |